# Everett–Snohomish Interurban
| Everett–Snohomish Interurban Line                                                                          | Everett–Snohomish Interurban Line |
| --- | --------------------------------- |
| Abzweigung der elektrifizierten Strecke von der mit Dampf betriebenen Strecke der Northern Pacific Railway |                                   |
| Streckenlänge:                                                                                             | 14 km                             |
| Spurweite:                                                                                                 | 1435 mm (Normalspur)              |
| |                                   |

Die Everett–Snohomish Interurban war eine 14 km lange Interurban zwischen Everett und Snohomish, Washington. Sie wurde am 1. Dezember 1903 von der Everett Railway & Electric Co. in Betrieb genommen. 

## Pachtvertrag
Die Elektrozüge ersetzten die Dampfzüge auf der Strecke, die früher von der Northern Pacific Railway für ihre Nahverkehrszüge als Zweigstrecke ihres transkontinentalen Systems genutzt wurde. Transkontinentale Passagiere, Gepäck und Express der Northern Pacific Railway wurden zwischen Everett und Snohomish von der Electric Company abgewickelt. Die Electric Company hatte einen mehrjährigen Pachtvertrag mit der Northern Pacific Railway ausgehandelt, laut dem sie sich verpflichtete, in Snohomish einen Anschluss an alle Northern-Pacific-Züge zu bieten und den Personenverkehr sowie alle regulären Gepäck- und Expressgeschäfte zwischen Everett und Snohomish abzuwickeln.

## Haltestellen
Am Ende der Strecke in Everett wurde ein Wartehäuschen gebaut, und an verschiedenen Haltestellen zwischen den beiden Städten wurden große Bahnsteige errichtet. Es gab sechs Haltestellen entlang der Linie, die jeweils etwa 200 in der Nähe der Haltestellen lebenden Anwohnern dienten, die vor allem von Landwirtschaft und Fischfang lebten.

## Elektrifizierung

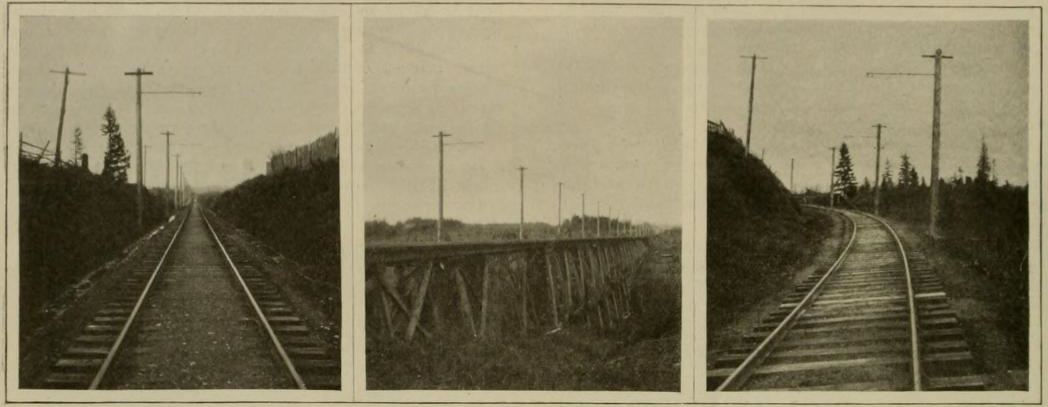
Schienen- und Oberleitungskonstruktion sowie 21 m hohe Holzbrücke

Die von der Ohio Brass Co gelieferte Oberleitung mit 177 mm² Querschnittsfläche wurde alle 34 m durch flexible Halterungen an seitlichen Auslegern unterstützt. Die 12–14 m hohen Masten bestanden aus Zedernholz mit einem oberen Durchmesser von 300 mm. Sie waren 2,4 m in den Boden eingelassen und knapp 2 m von der Schiene entfernt. Der Oberleitungsdraht war 7 m von der Schienenoberkante entfernt, um die auf den Wagendächern von Dampfgüterzügen arbeitenden Bremser nicht zu gefährden. Aufgrund der Entfernung der Masten von der Schiene wurde eine 3,0 m lange Halterung verwendet. 
Eine 1,6 km langes Zuführungskabel, das alle 300 m eine Abzweigung hatte, und ein weiteres 4,8 km langes Kabel bis zur steilsten Stelle der Trasse lieferten den Strom. 

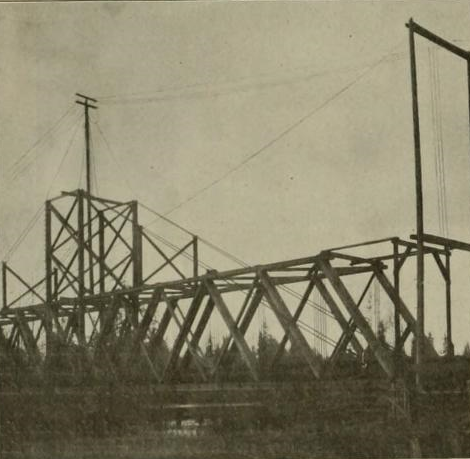
Zugbrücke mit Oberleitung

Zwei Zugbrücken wurden von dieser Eisenbahn gekreuzt, die jeweils zwei Stromzuführungen im Gelenk hatten, eine für die beiden Pole der Stromleitung hatten.
Der gesamte Oberleitungsbau musste durchgeführt werden, während die Northern Pacific Railway durchschnittlich 10 Dampfzüge pro Tag betrieb. Wegen der Gefahr und der neuartigen Konstruktion wurde die Arbeit unter der persönlichen Aufsicht des Generalinspektors des Unternehmens durchgeführt. 
Die Schienen der Strecke wurden untereinander mit Kabeln der Ohio Brass Co’s verbunden, die über 22 mm große Bohrungen in den Schienen befestigt wurden. Die Verbindungskabel waren jeweils 300 mm lang. Querverbindungen des gleichen Typs wurden alle 300 m verwendet.
Strom für den Betrieb der Eisenbahn wurde vom Everett-Kraftwerk der Everett Railway and Electric Co. bereitgestellt, das etwa 1,6 Kilometer vom Everett-Terminal und 16 Kilometer vom anderen Ende der Linie entfernt war.

## Schienenfahrzeuge
Der Wagenpark dieser Linie bestand aus einem kombinierten Personen- und Güterwagen und zwei Personenwagen. Der kombinierte Wagen war insgesamt 13,31 m lang und 2,54 m breit. Er hatte 40 Sitzplätze und einen 2,7 m langen Gepäckraum. Die etwas kürzeren Personenkraftwagen waren 13 m lang und 2,54 m breit. Sie boten Sitzplätze für 48 Fahrgäste. Die Wagen hatten Quersitze und Fenster mit Doppelflügel, der obere Flügel stand fest und der untere Flügel ließ sich absenken.
Die Wagen wurden mit den Heizgeräten der Consolidated Car Heater Co beheizt. Sie waren auf Brill Nr. 27-E-1-Fahrgestellen mit 5 Zoll (130 mm) und 33 Zoll (840 mm) Speichenrädern aufgebaut, die von der St. Louis Car Co. geliefert wurden. Jeder Wagen hatte 4 innenliegende Westinghouse-Motoren des Typ Nr. 68. Westinghouse Steuerungen des Typs K-6 und Westinghouse-Druckluftbremsen wurden bei allen drei Fahrzeugen verwendet.

## Betrieb
Der Betrieb wurde über telegrafische Zugaufträge des Chef-Dispatchers der Northern Pacific Railway in Seattle durchgeführt. Das Kartensystem dieser Linie wurde verwendet, weil es weiterhin Güterverkehr der Northern Pacific Railway gab.
Der Fahrpreis von Everett nach Snohomish betrug 25 Cent. Hin- und Rückfahrttickets wurden für 40 Cent verkauft, inklusive Transfer von oder zu jedem Teil der Stadt. Tickets wurden an den beiden Endhaltestellen und in den Wagen verkauft. Fünf Cents wurden zwischen zwei beliebigen Stationen berechnet.

## Schließung
Die Brücke der Interurban zwischen Lowell und Snohomish und ein Teil der Strecke östlich von Lowell wurde während einer Überschwemmung im Dezember 1921 zerstört. Sie wurde nicht wieder aufgebaut und der Betrieb eingestellt.